# Strada europea E12
La E12 è una strada europea che collega Mo i Rana a Helsinki. Come si evince dalla numerazione, si tratta di una strada intermedia con direzione ovest-est.

## Percorso
La E12 è definita con i seguenti capisaldi di itinerario: "Mo i Rana - Umeå ... Vaasa - Tampere - Helsinki".